# Montsevelier
Montsevelier (Duits: Mutzwil) is een plaats en voormalige gemeente in het Zwitserse kanton Jura, en maakt deel uit van het district Delémont.
Montsevelier telt 519 inwoners.

## Geschiedenis
In 2013 is de gemeente gefuseerd met de andere gemeenten Vermes en Vicques en hebben de nieuwe gemeente Val Terbi gevormd.

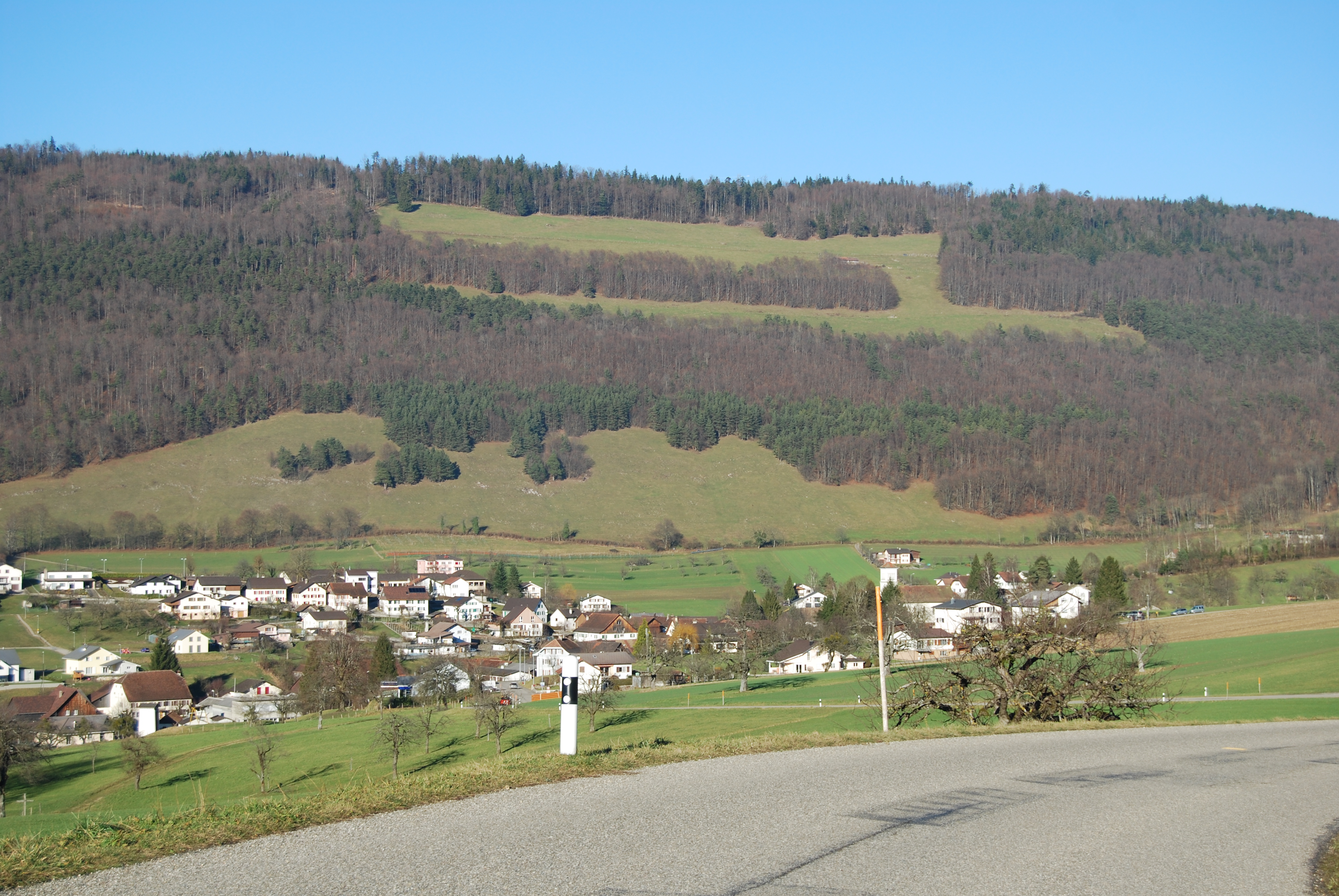
Montsevelier

Corban · Montsevelier · Vermes · Vicques